# L'Ordre et la Violence
Pour plus de détails, voir Fiche technique et Distribution.
L'Ordre et la Violence (L'amico del padrino) est un poliziottesco turco-italien réalisé par Frank Agrama et sorti en 1972.

## Synopsis
Richard Murdock a assisté en tant qu'enfant au meurtre des membres de sa famille. Devenu adulte, il attend avec impatience que le parrain lui donne la possibilité de se venger.

## Fiche technique
- Titre français : L'Ordre et la Violence ou L'Ami du parrain[1]
- Titre original italien : L'amico del padrino[2]
- Réalisation : Frank Agrama
- Scenario : Frank Agrama, Fabio Piccioni
- Photographie :	Franco Villa (it)
- Montage : Gianfranco Simonelli, Piera Bruni
- Musique : Fred Bongusto
- Décors : Sam Weiss
- Production : Frank Agrama, Sakir Sözen, Takdim Eder
- Société de production : Graffiti Italiana, Film Associates of Rome, Lale Film, Kültür Film
- Pays de production :  Italie
- Langue originale : Italien
- Format : Couleurs par Eastmancolor - 2,35:1 - Son mono - 35 mm
- Durée : 80 minutes
- Genre : Poliziottesco
- Dates de sortie :
  - Italie : 24 décembre 1972
  - France : 12 septembre 1984[1]

## Distribution
- Richard Harrison : Richard Murdock
- Erika Blanc : Jenny
- Ian Flynn : Antonio D'Amati
- Krista Nell : Leyla
- Vincent Poselli : Vincenzo Poselli
- Stan Navarra :
- Don Calogero Corsini :